# Blechnum lanceola
Blechnum lanceola là một loài thực vật có mạch trong họ Blechnaceae. Loài này được Sw. mô tả khoa học đầu tiên năm 1817.